# Evidence (rappeur)
Pour les articles homonymes, voir Evidence.
Evidence, de son vrai nom Michael Perretta, né le 10 décembre 1976 à Venice, Los Angeles, est un rappeur, compositeur et producteur américain. Il est surtout connu pour le groupe Dilated Peoples, qu'il forme depuis 1992 avec DJ Babu et Rakaa Iriscience. Avant de se lancer dans le rap, Evidence fait ses premières armes dans le graff.

## Biographie
Michael Perretta est né le 10 décembre 1976, d'un père, Louis Michael Perretta, d'origines porto ricaine et italienne, et d'une mère, l'actrice Jana Taylor Perretta, d'origine russe. Après le divorce de ses parents, il quitte le quartier chic de Santa Monica et part vivre seul avec sa mère à Venice. Il y rencontre des bandes de graffeurs et de skateurs (dont les Venice Z-Boys). Il se met alors au graff sous le nom de VANE. Peu de temps après, il fait la rencontre d'un certain QD3, de son vrai nom Quincy Jones III, qui est le fils du célèbre compositeur, Quincy Jones. QD3 est déjà un producteur influent du hip-hop. Il deviendra en quelque sorte le mentor d'Evidence qui souhaite désormais se lancer dans la musique.
En 1992, il fonde le groupe Dilated Peoples avec Rakaa,. En 1997, ils publient, au label ABB Records, le single Third Degree ainsi que les titres Confidence et Global Dynamics. Ils récoltent ainsi un succès local et underground. Un an plus tard, ils sont rejoints par le disc jockey Babu. Le groupe publie un total de quatre albums avant sa sépararation en 2006.
Le 19 mars 2007, Evidence publie son premier album solo, The Weatherman. Le titre fait référence au surnom que l'un de ses fans lui a attribué au début de sa carrière. L'album, initialement prévu pour 2001 et produit par Evidence, Jake One, The Alchemist, and Babu, entre autres, est classé 18e des Billboard Top Heatseekers et 42e des Top Independent Albums. L'album suit le 5 juin la même année, d'un deuxième intitulé Red Tape Instrumentals.

## Discographie

### Albums studio
- 2007 : The Weatherman LP
- 2008 : The Layover EP
- 2011 : Cats & Dogs
- 2018 : Weather or Not
- 2021 : Unlearning  Vol.1

### Albums instrumentaux
- 2004 : Yellow Tape Instrumentals
- 2007 : Red Tape Instrumentals
- 2008 : The Purple Tape Instrumentals

### Mixtapes
- 2007 : Stormwatch
- 2010 : I Don't Need Love (Evidence vs. The Beatles)

### Albums collaboratifs
- 2000 : The Platform (avec les Dilated Peoples)
- 2001 : Expansion Team (avec les Dilated Peoples)
- 2004 : Neighborhood Watch (avec les Dilated Peoples)
- 2006 : 20/20 (avec les Dilated Peoples)
- 2013 : After the Fact (avec LMNO)
- 2014 : Directors of Photography (avec les Dilated Peoples)
- 2014 : Lord Steppington (avec The Alchemist, sous le nom de Step Brothers)